# CLAS-Cajastur
La CLAS-Cajastur era una squadra maschile spagnola di ciclismo su strada, attiva nel professionismo dal 1988 al 1993.
Basata a Siero, nelle Asturie, e sponsorizzata dal locale consorzio lattiero-caseario CLAS (Central Lechera Asturiana), la squadra ottenne i principali successi con Tony Rominger, vincitore di due edizioni della Vuelta a España (1992, 1993), di cinque tappe nella corsa spagnola e di tre frazioni al Tour de France. Al termine della stagione 1993 si fuse con il team italiano Mapei per formare la nuova Mapei-CLAS.

## Cronistoria

### Annuario
| Anno | Codice | Nome          | Cat. | Biciclette | Dirigenza                                            |
| ---- | ------ | ------------- | ---- | ---------- | ---------------------------------------------------- |
| 1988 | -      | CLAS          | Pro  | Razesa     | Dir. sportivi: José Manuel Fuente                    |
| 1989 | CLA    | CLAS          | Pro  | Colnago    | Dir. sportivi: Juan Fernández Martín, Senent Pintado |
| 1990 | CLA    | CLAS-Cajastur | Pro  | Colnago    | Dir. sportivi: Juan Fernández Martín, Jesús Suárez   |
| 1991 | CLA    | CLAS-Cajastur | Pro  | Colnago    | Dir. sportivi: Juan Fernández Martín, Jesús Suárez   |
| 1992 | CLA    | CLAS-Cajastur | Pro  | Colnago    | Dir. sportivi: Juan Fernández Martín, Jesús Suárez   |
| 1993 | CLA    | CLAS-Cajastur | Pro  | Colnago    | Dir. sportivi: Juan Fernández Martín, Jesús Suárez   |

## Palmarès

### Grandi Giri
- Giro d'Italia

Partecipazioni: 2 (1990, 1991)
Vittorie di tappa: 0
Vittorie finali: 0
Altre classifiche: 2
1991: Intergiro (Alberto Leanizbarrutia), Scalatori (Iñaki Gastón)
- Tour de France

Partecipazioni: 3 (1991, 1992, 1993)
Vittorie di tappa: 3
1993: 3 (3 Tony Rominger)
Vittorie finali: 0
Altre classifiche: 0
- Vuelta a España

Partecipazioni: 6 (1988, 1989, 1990, 1991, 1992, 1993)
Vittorie di tappa: 8
1990: 1 (Federico Echave)
1992: 4 (2 Rominger, Unzaga, Mauleón)
1993: 3 (3 Tony Rominger)
Vittorie finali: 2
1992 (Tony Rominger)
1993 (Tony Rominger)
Altre classifiche: 5
1990: Combinata (Federico Echave)
1991: Combinata (Federico Echave)
1992: Combinata (Tony Rominger)
1993: Punti (Tony Rominger), Scalatori (Tony Rominger)

### Classiche monumento
- Giro di Lombardia: 1

1992 (Tony Rominger)